# ایزو دسموسین
ایزو دسموسین (به انگلیسی: Isodesmosine) با فرمول شیمیایی C24H40N5O8 یک ترکیب شیمیایی با شناسه پاب‌کم 13811 است. که جرم مولی آن ۵۲۶٫۶۰۳ گرم بر مول می‌باشد. 